# تعرف على الاسم
في السياسة, يُشير مصطلح التعرف على الاسم إلى عدد الأشخاص الذين هم على دراية بإحدى الشخصيات السياسية. ويُعتبر هذا من العوامل الهامة في الانتخابات, إذ إن المرشحين أصحاب الأسماء غير المعروفة على الأرجح لن يحصلوا على أصوات من الأشخاص الذين يتابعون السياسة بشكل عرضي. كذلك، يُعد التعرف على الاسم من العقبات الرئيسية التي تقف أمام المتحدين الذين يأملون في إلحاق الهزيمة بأصحاب المناصب وأصحاب المناصب هم السياسيون الذين تم انتخابهم بالفعل لشغل منصب ما ويخوضون الانتخابات مرة ثانية لشغل نفس المنصب. فبموجب هذا التعريف، تكون أسماء أصحاب المناصب الذين لا يزالون في وظائفهم معروفة إلى حدٍ كبير. وقد ثبت أن هذا يعطيه ميزة أكبر مقارنةً بمنافسيه.
وهناك طرق متعددة يُمكن من خلالها للمرشحين أن يعملوا على زيادة معرفة الناس بأسمائهم أثناء الحملة الانتخابية مثل إعلانات الراديو والتلفزيون أو اللافتات.